# José Ignacio García Sendín
José Ignacio García Sendín, més conegut com a Iñaki, (Bilbao, 20 de novembre de 1969) és un exfutbolista basc, que ocupava la posició de porter.

## Trajectòria
Comença a destacar al filial de l'Athletic Club, amb qui juga dues campanyes a Segona Divisió. La temporada 91/92 recala al Sestao Sport, on és titular, disputant 29 partits. L'any següent fitxa pel Real Burgos. És el tercer porter de l'equip castellà, tot romanent inèdit eixa campanya, que se salda amb el descens del Burgos a Segona Divisió. La temporada 93/94, encadena un nou descens a Segona B.
La temporada 99/00 retorna a la categoria d'argent amb l'Elx CF, jugant els 42 partits d'eixe any, per 29 de la següent. Entre 2002 i 2004 milita a l'Algeciras CF i posteriorment, al Cartagena.
En total, va sumar 150 partits a Segona Divisió.